# Lliga gibraltarenya de futbol
La lliga gibraltarenya de futbol (en anglès, Gibraltar Football League) és la màxima competició futbolística d'aquest territori. En el passat, va ser una competició disputada per equips totalment amateurs. Però, hi ha un augment en el professionalisme.

## Història
Els primers campions de la lliga possiblement fan referència a la Merchants Cup, una competició organitzada a Gibraltar fins a l'establiment de l'Associació de Futbol Civil de Gibraltar (actualment GFA), i la seva primera lliga, l'octubre del 1907, amb la participació de vuit equips. Altres fonts esmenten que la primera lliga es disputà el 1905/06, mentre que una segona divisió es creà el 1909/10.
El 2019, la Primera Divisió i la Segona Divisió es van fusionar per crear la Gibraltar National League amb 16 equips.
Evolució del nom:
- 1896 Merchants Cup (vegeu Rock Cup)
- 1908 First Division
- 2013 Premier Divison
- 2019 Gibraltar National League[1][2]
- 2022 Gibraltar Football League[3]

Dels 17 equips que van formar la primera Gibraltar National League el 2019, abandonaren en la temporada inicial Gibraltar Phoenix, Gibraltar United i Leo. A més, Olympique 13 fou expulsat en no presentar-se als dos primers partits la temporada 2019-20. Hound Dogs, membre fundador, optà per no unir-se a la lliga i ingressà a la Gibraltar Intermediate League per problemes econòmics. El desembre de 2020, Boca Gibraltar fou també expulsat. Onze equips resten a la competició:
- Bruno's Magpies
- College 1975
- Europa FC
- Europa Point
- Glacis United
- Lincoln Red Imps
- Lions Gibraltar
- Lynx
- Manchester 62
- Mons Calpe
- St Joseph's

## Historial
Font:
Pels campions entre 1895 i 1907 vegeu la Rock Cup
- 1907-08:  Prince of Wales (1)
- 1908-09:  Prince of Wales (2)
- 1909-10:  South United (1)
- 1910-11:  South United (2)
- 1911-12:  Britannia XI (1)
- 1912-13:  Britannia XI (2)
- 1913-14:  Prince of Wales (3)
- 1914-15:  Royal Sovereign (1)
- 1915-16: Sense competició
- 1916-17:  Prince of Wales (4)
- 1917-18:  Britannia XI (3)
- 1918-19:  Prince of Wales (5)
- 1919-20:  Britannia XI (4)
- 1920-21:  Prince of Wales (6)
- 1921-22:  Prince of Wales (7)
- 1922-23:  Prince of Wales (8)
- 1923-24:  Gibraltar (1)
- 1924-25:  Prince of Wales (9)
- 1925-26:  Prince of Wales (10)
- 1926-27:  Prince of Wales (11)
- 1927-28:  Prince of Wales (12)
- 1928-29:  Europa FC (1)
- 1929-30:  Europa FC (2)
- 1930-31:  Prince of Wales (13)
- 1931-32:  Europa FC (3)
- 1932-33:  Europa FC (4)
- 1933-34:  Commander of the Yard (1)
- 1934-35:  Chief Construction (1)
- 1935-36:  Chief Construction (2)
- 1936-37:  Britannia XI (5)
- 1937-38:  Europa FC (5)
- 1938-39:  Prince of Wales (14)
- 1939-40:  Prince of Wales (15)
- 1940-41:  Britannia XI (6)
- 1941-46: Sense competició
- 1946-47:  Gibraltar United (1)
- 1947-48:  Gibraltar United (2)
- 1948-49:  Gibraltar United (3)
- 1949-50:  Gibraltar United (4)
- 1950-51:  Gibraltar United (5)
- 1951-52:  Europa FC (6)
- 1952-53:  Prince of Wales (16)
- 1953-54:  Gibraltar United (6)
- 1954-55:  Britannia XI (7)
- 1955-56:  Britannia XI (8)
- 1956-57:  Britannia XI (9)
- 1957-58:  Britannia XI (10)
- 1958-59:  Britannia XI (11)
- 1959-60:  Gibraltar United (7)
- 1960-61:  Britannia XI (12)
- 1961-62:  Gibraltar United (8)
- 1962-63:  Britannia XI (13)
- 1963-64:  Gibraltar United (9)
- 1964-65:  Gibraltar United (10)
- 1965-66:  Glacis United (1)
- 1966-67:  Glacis United (2)
- 1967-68:  Glacis United (3)
- 1968-69:  Glacis United (4)
- 1969-70:  Glacis United (5)
- 1970-71:  Glacis United (6)
- 1971-72:  Glacis United (7)
- 1972-73:  Glacis United (8)
- 1973-74:  Glacis United (9)
- 1974-75:  Manchester 62 (1)
- 1975-76:  Glacis United (10)
- 1976-77:  Manchester 62 (2)
- 1977-78: Sense competició
- 1978-79:  Manchester 62 (3)
- 1979-80:  Manchester 62 (4)
- 1980-81:  Glacis United (11)
- 1981-82:  Glacis United (12)
- 1982-83:  Glacis United (13)
- 1983-84:  Manchester 62 (5)
- 1984-85:  Glacis United (14) 
 i  Lincoln (1) [a]
- 1985-86:  Lincoln FC (2)
- 1986-87:  St Theresa's (1)
- 1987-88:  St Theresa's (2)
- 1988-89:  Glacis United (15)
- 1989-90:  Lincoln FC (3)
- 1990-91:  Lincoln FC (4)
- 1991-92:  Lincoln FC (5)
- 1992-93:  Lincoln FC (6)
- 1993-94:  Lincoln FC (7)
- 1994-95:  Manchester 62 (6)
- 1995-96:  St Joseph's (1)
- 1996-97:  Glacis United (16)
- 1997-98:  St Theresa's (3)
- 1998-99:  Manchester 62 (7)
- 1999-00:  Glacis United (17)
- 2000-01:  Lincoln FC (8)
- 2001-02:  Gibraltar United (11)
- 2002-03:  Newcastle FC[b](9)
- 2003-04:  Newcastle FC (10)
- 2004-05:  Newcastle FC (11)
- 2005-06:  Newcastle FC (12)
- 2006-07:  Newcastle FC (13)
- 2007-08:  Lincoln FC (14)
- 2008-09:  Lincoln FC (15)
- 2009-10:  Lincoln FC (16)
- 2010-11:  Lincoln FC (17)
- 2011-12:  Lincoln FC (18)
- 2012-13:  Lincoln FC (19)
- 2013-14:  Lincoln FC (20)
- 2014-15:  Lincoln Red Imps (21)
- 2015-16:  Lincoln Red Imps (22)
- 2016-17:  Europa FC (7)
- 2017-18:  Lincoln Red Imps (23)
- 2018-19:  Lincoln Red Imps (24)
- 2019-20: Sense campió[6]
- 2020-21:  Lincoln Red Imps (25)
- 2021-22:  Lincoln Red Imps (26)
- 2022-23:  Lincoln Red Imps (27)
- 2023-24:  Lincoln Red Imps (28)
- 2024-25:  Lincoln Red Imps (29)

1. ↑  Glacis United i Lincoln van compartir el títol de 1985.
2. ↑  Lincoln s'anomenà Newcastle durant 5 temporades.

## Palmarès
Negreta indica que l'equip encara es troba a la primera divisió. 

Cursiva indica que el club ja no es troba en actiu.
| Equip                 | Títols | Darrer campionat |
| --------------------- | ------ | ---------------- |
| Lincoln Red Imps      | 29     | 2024–25          |
| Glacis United         | 17     | 1999–00          |
| Prince of Wales       | 16     | 1952–53          |
| Britannia XI          | 13     | 1962–63          |
| Gibraltar United      | 11     | 2001–02          |
| Manchester 62         | 7      | 1998–99          |
| Europa FC             | 7      | 1951–52          |
| St Theresa's          | 3      | 1997–98          |
| South United          | 2      | 1910–11          |
| Chief Construction    | 2      | 1935–36          |
| Gibraltar             | 1      | 1923–24          |
| St Joseph's           | 1      | 1995–96          |
| Commander of the Yard | 1      | 1933–34          |
| Royal Sovereign       | 1      | 1914–15          |